# イスタンブール特急
『イスタンブール特急』 (Istanbul Express) は、1968年に公開されたリチャード・アーヴィング監督のアメリカ合衆国のテレビ映画。

## キャスト
| 役名               | 俳優                     | 日本語吹替                                                    |
| 役名               | 俳優                     | フジテレビ版                                                  |
| ------------------ | ------------------------ | ------------------------------------------------------------- |
| マイケル・ロンドン | ジーン・バリー           | 若山弦蔵                                                      |
| シェバル           | ジョン・サクソン         | 小林清志                                                      |
| ミーラ             | センタ・バーガー         | 小原乃梨子                                                    |
| マコード           | トム・シムコックス       | 小川真司                                                      |
| ペギー             | メアリー・アン・モブリー | 吉田理保子                                                    |
| レンツ             | ヴェルナー・ペータース   | 今西正男                                                      |
| シェファード       | ドナルド・ウッズ         | 西田昭市                                                      |
| カペル             | ジョン・マーレー         | 緑川稔                                                        |
| クロード           | フィリップ・ボーヌフ     | 西村淳二                                                      |
| グランチェック     | ジャック・クルーシェン   | 藤本譲                                                        |
| マーサ             | ノーマ・ヴァーデン       | 高村章子                                                      |
| アンリ             | エミール・ジェネスト     | 村松康雄                                                      |
| グスタフ           | ムスタシュ               | 藤本譲                                                        |
| 不明 その他        | N/A                      | 秋元千賀子 斎藤真 池田勝 加川三起                             |
| 日本語版スタッフ   |                          |                                                               |
| 演出               | 演出                     | 鳥海俊材                                                      |
| 翻訳               | 翻訳                     | 鈴木導                                                        |
| 効果               | 効果                     | PAG                                                           |
| 調整               | 調整                     | 高橋久義                                                      |
| 制作               | 制作                     | グロービジョン                                                |
| 解説               | 解説                     | 高島忠夫                                                      |
| 初回放送           | 初回放送                 | 1975年6月13日 『ゴールデン洋画劇場』 21:00-23:00 正味93分50秒 |